# Air Liquide

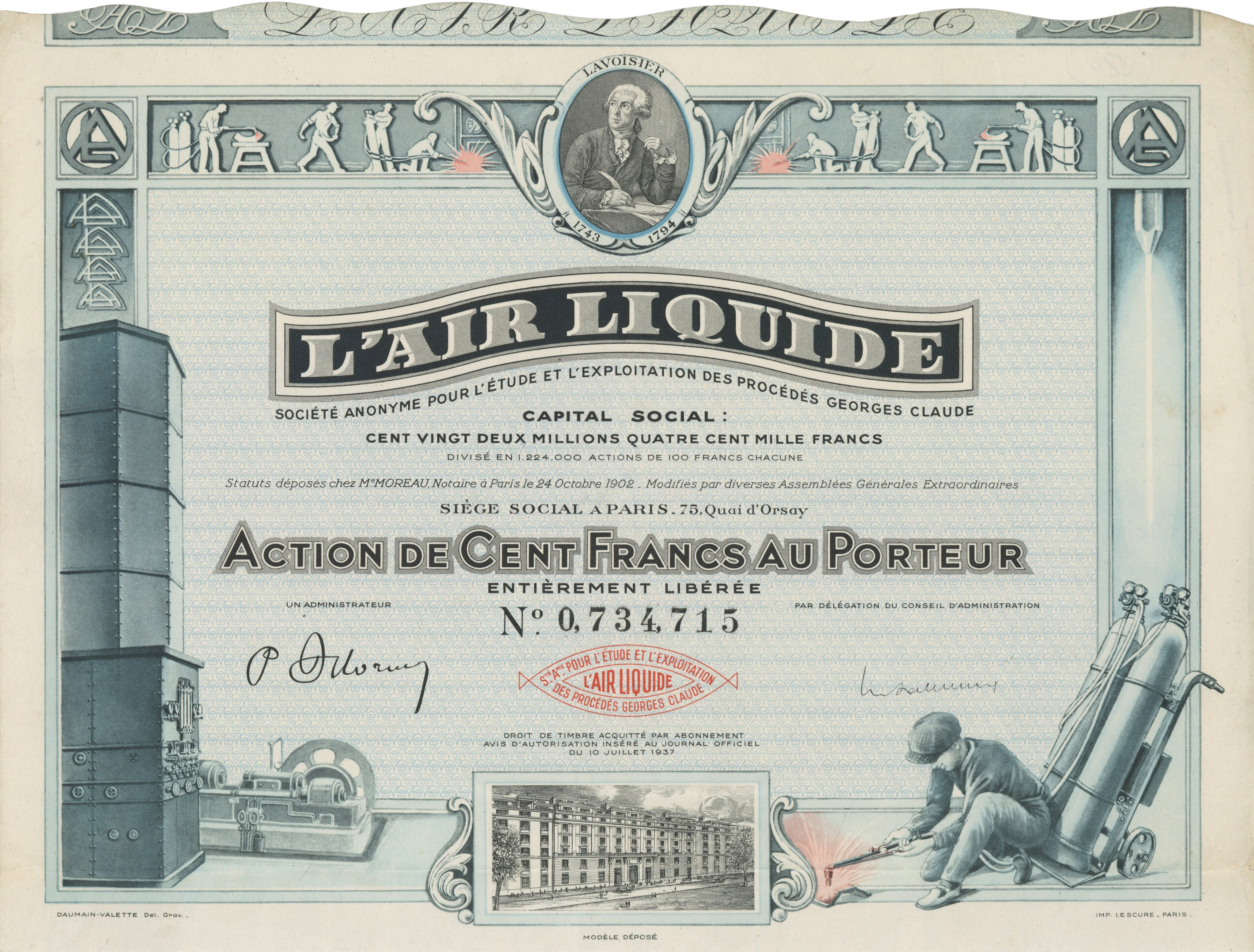
Akcja Air Liquide S.A. za 100 franków, wyemitowana w Paryżu 10 lipca 1937 r., podpisana przez Paula Delorme'a, prezesa spółki w latach 1902-1945

Air Liquide S.A. – francuskie przedsiębiorstwo chemiczne z główną siedzibą w Paryżu, specjalizujące się w wytwarzaniu gazów przemysłowych.
Firma została założona w 1902 roku przez fizyka i wynalazcę Georges’a Claude’a oraz przedsiębiorcę Paula Delorme’a. Początkowo jej działalność koncentrowała się na wykorzystaniu operacji skraplania powietrza do pozyskiwania tlenu. Obecnie Grupa Air Liquide jest międzynarodowym przedsiębiorstwem dostarczającym gazy techniczne i medyczne oraz związane z nimi usługi.

## Air Liquide Polska Sp. z o.o.
Grupa Air Liquide rozpoczęła działalność w Polsce w 1995 roku. Obecnie posiada cztery zakłady produkujące tlen, azot, argon, oraz krypton-ksenon. Pierwszy z nich instalacja do rozdziału powietrza w Dąbrowie Górniczej, pozostałe trzy zakłady zlokalizowane są w Krakowie, Puławach i Głogowie. Napełnialnie butli są zlokalizowane w Białymstoku, Dąbrowie Górniczej, Poznaniu oraz Pruszczu Gdańskim.